# Боротьба за свободу; або, Засланий до Сибіру
«Боротьба за свободу; або, Засланий до Сибіру» (англ. A Fight for Freedom; Or, Exiled to Siberia) — американська драма Герберта Блаше 1914 року.

## У ролях
- Фрауні Фраутгольц
- Клер Вітні
- Джеймс О'Нілл
- Джозеф Леверінг — Іван